# Eisenbahnbrücke Simbach–Braunau
Die Eisenbahnbrücke Simbach–Braunau ist eine 400 Meter lange Brücke über den Inn zwischen den Städten Simbach in Bayern und Braunau in Oberösterreich. Auf der Brücke geht in Flussmitte an der deutsch-österreichischen Grenze die Bahnstrecke München–Simbach in die Bahnstrecke Neumarkt-Kallham–Braunau über.

## Lage
Die Eisenbahnbrücke liegt etwa mittig zwischen dem deutschen Grenzbahnhof Simbach (Inn) und dem österreichischen Bahnhof Braunau am Inn. Sie quert den Inn östlich der Stadtzentren von Simbach und Braunau in einem Winkel von 60 Grad. Von den fünf Pfeilern der Brücke stehen die drei östlichen im Fluss, die beiden westlichen im Überschwemmungsgebiet auf der bayerischen Seite. Der 228 Meter lange in Deutschland gelegene Brückenteil wird durch die DB RegioNetz Infrastruktur, der in Österreich gelegene Teil durch die ÖBB-Infrastruktur betrieben.
Etwa 350 Meter südwestlich der Eisenbahnbrücke überquert die Straßenbrücke zwischen Braunau und Simbach den Inn.

## Geschichte

### Bau der Brücke

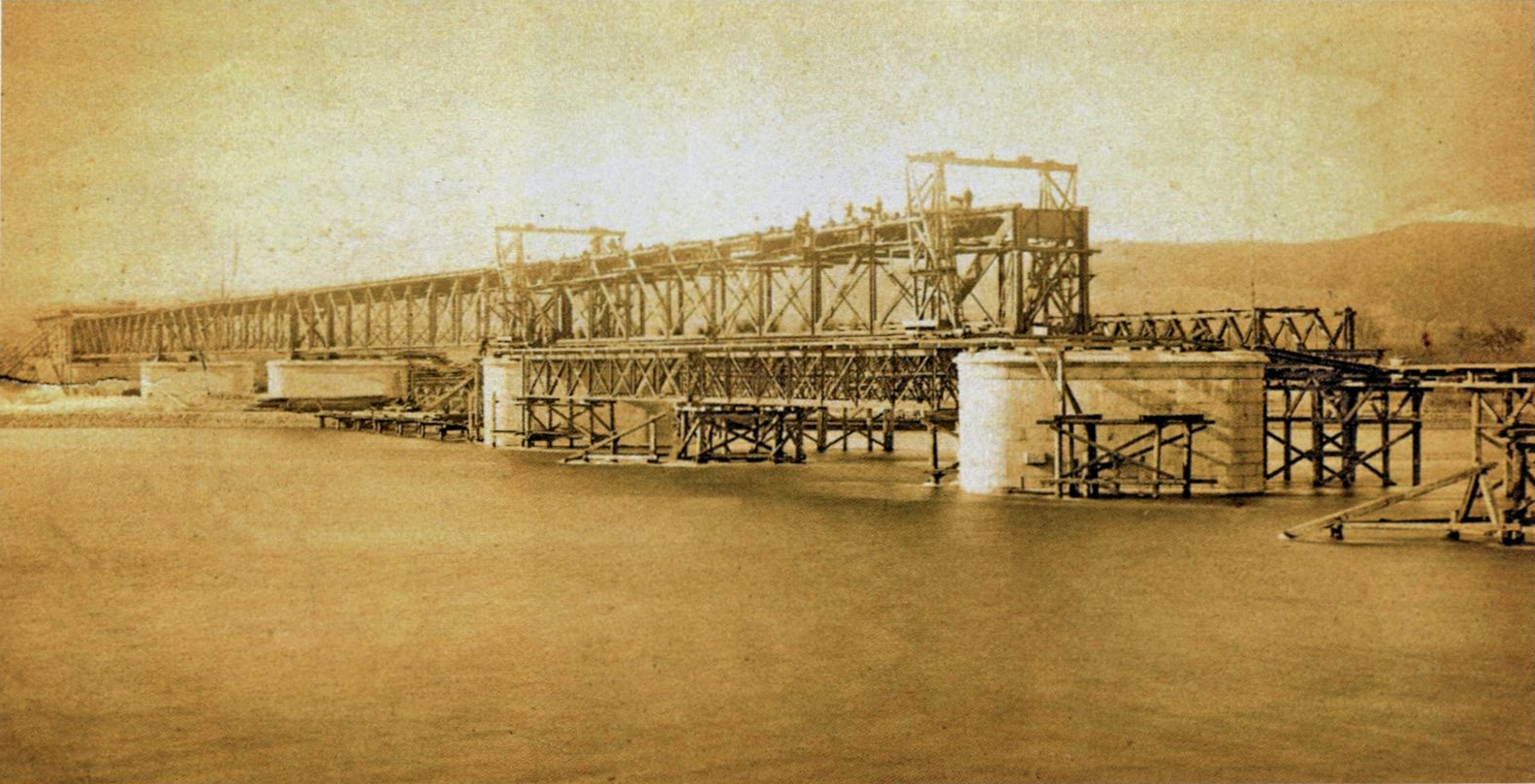
Bau der Innbrücke (1870)

Im Zuge der Planungen für eine Hauptbahn von München zur österreichischen Staatsgrenze entschied der Bayerische Landtag 1863, die Strecke zwischen Simbach und Braunau über die Grenze und den Inn zu führen. Am 11. Januar 1869 genehmigte die bayerische Regierung die Errichtung der Eisenbahnbrücke über den Inn. Die Brücke wurde durch die Bausektion Simbach der Bayerischen Staatseisenbahnen unter Leitung des Sektionsingenieurs Heinrich Fraas gemeinsam mit dem Bahnhof Simbach erstellt. Sie war als Fachwerkbrücke auf fünf gemauerten Pfeilern ausgeführt; die sechs Öffnungen hatten eine lichte Höhe von 5,75 Metern und lichte Weiten von je 60 Metern. Die Widerlager und die drei westlichen Pfeiler wurden auf Betonfundamenten, die beiden östlichen Pfeiler in Druckluftsenkkästen gegründet. Damit war die Innbrücke die erste Brücke in Bayern, die mithilfe des Senkkastenverfahrens errichtet wurde. Die durch die Maschinenbau-Gesellschaft Nürnberg Klett & Co. gelieferten schmiedeeisernen Fachwerkträger waren als Parallelträger mit einteiligem Ständerfachwerk und Gegenstreben ausgeführt und wurden durch insgesamt 163.080 Niete zusammengehalten. Die Fahrbahn war auf dem Obergurt der Fachwerkträger angeordnet. Pfeiler und Widerlager waren bereits für zwei Gleise ausgelegt; die Überbauten jedoch nur eingleisig ausgeführt.

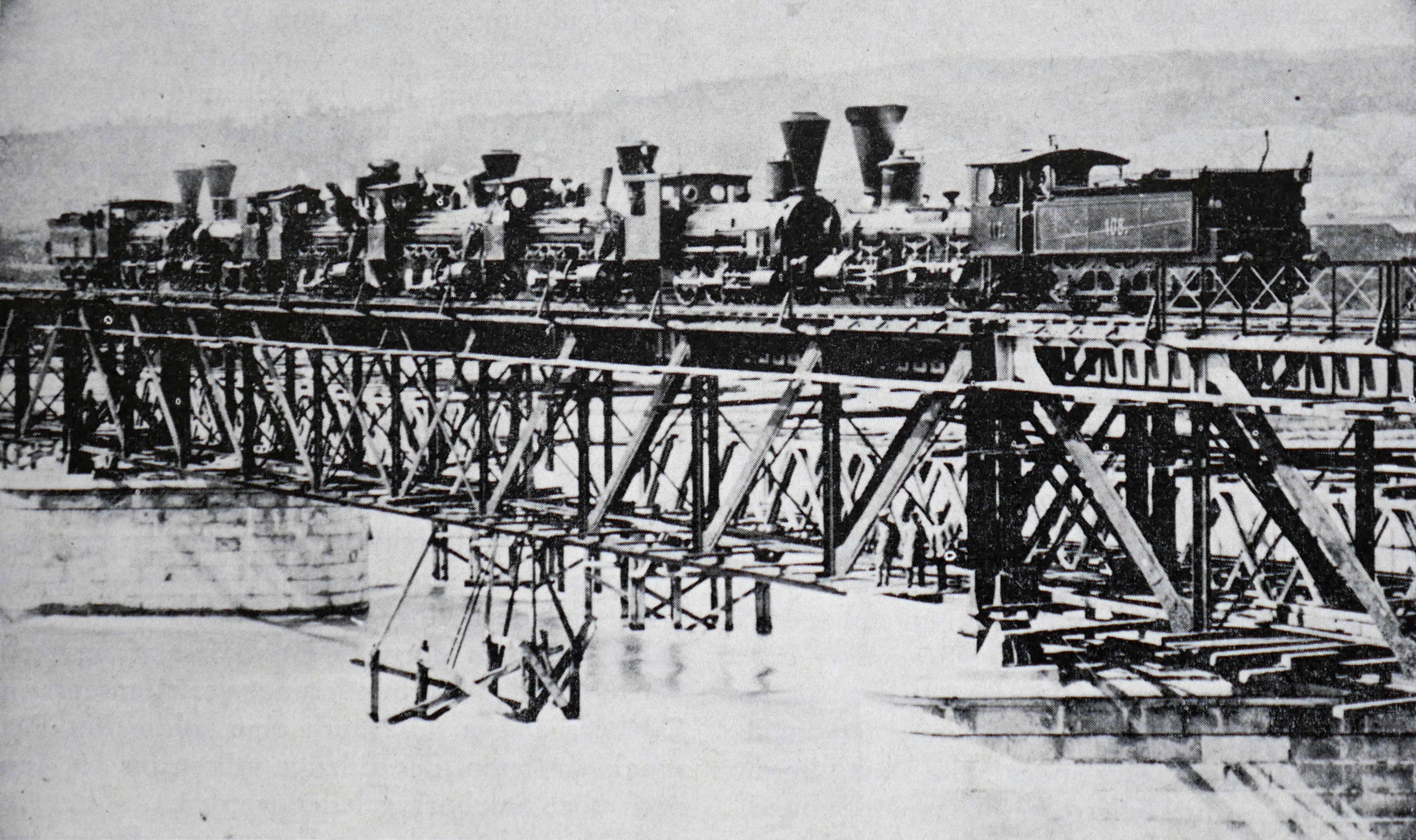
Belastungsprobe mit sieben Lokomotiven am 22. Mai 1871

Gemäß einem Vertrag vom 4. März 1871 übernahm die österreichische Kaiserin Elisabeth-Bahn den Fahrdienst von Simbach über die Innbrücke nach Braunau. Die Fertigstellung der Brücke war ursprünglich für 1870 geplant, verzögerte sich jedoch bis Mitte Mai 1871. Eine erste Belastungsprobe mit einer Lokomotive fand am 18. Mai 1871 statt. Am 22. Mai wurde ein weiterer Belastungstest mit sieben Lokomotiven der Bayerischen Staatseisenbahnen und der Kaiserin Elisabeth-Bahn mit einem Gesamtgewicht von 5612 Zollzentnern durchgeführt. Am 1. Juni 1871 nahm die Kaiserin Elisabeth-Bahn den provisorischen Betrieb und am 1. Juli 1871 schließlich den fahrplanmäßigen Zugverkehr über die Brücke auf.

### Zerstörung und Wiederaufbau
Gegen Ende des Zweiten Weltkriegs sprengten am 1. Mai 1945 Soldaten der Wehrmacht den östlichsten Brückenpfeiler und die vier Tragwerke über dem Fluss. Lediglich die beiden westlichen Tragwerke auf der bayerischen Seite überstanden die Sprengung. Am 2. Mai 1945 stellte US-General Wayland Augur das Ultimatum, die Stadt Braunau bis 12 Uhr zu übergeben, andernfalls werde sie zerstört. Der Stadtkommandant Major Wilhelm Grünwaldt stimmte dieser Übergabe am Vormittag zu, nachdem er Braunauer Bürger gehört hatte; die Übergabe fand kurz vor 12 Uhr statt. Zur Besetzung von Braunau legten US-Pioniere noch am selben Tag von Simbach aus eine provisorische Fußbrücke über die Trümmer der Eisenbahnbrücke.
Von August 1945 bis Februar 1946 wurden die im Inn liegenden Trümmer der Brücke entfernt. Unter Verwendung einer Pionierbrücke der Wehrmacht wurden die zerstörten Überbauten noch 1946 wiederaufgebaut; ab dem 18. Dezember 1946 verkehrten wieder Züge über die Brücke.

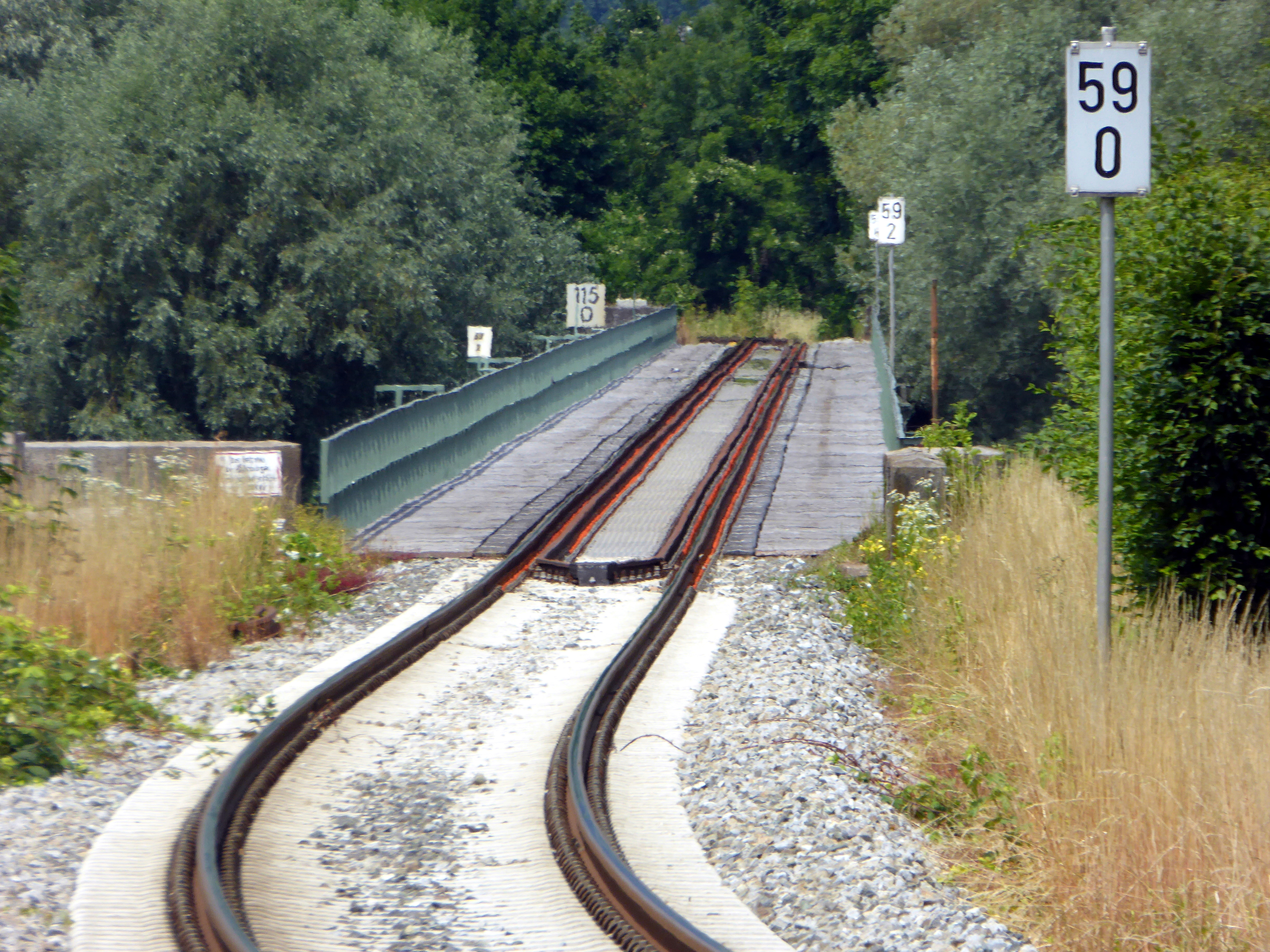
Blick von Österreich nach Deutschland (2017)

1960 ersetzte die Deutsche Bundesbahn die zwei erhaltenen westlichen Überbauten der Brücke durch neue Tragwerke mit Strebenfachwerk. Die Österreichischen Bundesbahnen erneuerten von 1977 bis 1978 die vier östlichen Überbauten und montierten anstelle der Pionierbrücke ebenfalls Tragwerke mit Strebenfachwerk.